# دوروثي وردزورث
دوروثي ماي آن وردزورث (25 ديسمبر 1771-25 يناير 1855) هي مؤلفة، وشاعرة، وكاتبة يوميات إنجليزية، وهي أخت الشاعر الرومانسي ويليام وردزورث، وكانا مقربين جدًا من بعضهما البعض. لم تكن لدى دوروثي وردزورث أي طموحات في أن تصبح كاتبة عامة، ولكنها تركت وراءها العديد من الرسائل، والمذكرات، والأوصاف الطبوغرافية، والقصائد، وغيرها من الكتابات.

## الكتابة
كانت وردزورث كاتبة مذكرات في الأصل، وكتبت الشعر أيضًا دون اهتمام كبير بأن تصبح شاعرة راسخة. كتبت ذات مرة: «يجب أن أمقت فكرة تأسيس نفسي كمؤلفة، فأنا أعطي ويليام متعة ذلك». كادت دوروثي أن تنشر قصة سفرها مع ويليام إلى اسكتلندا في عام 1803 بعنوان «ذكريات رحلة حدثت في اسكتلندا»، ولكنهما لم يعثرا على ناشر ولم تُنشَر حتى عام 1874.
كتبت وردزورث قصة قديمة جدًا عن تسلق جبل سكافيل بايك في عام 1818 بصحبة صديقتها ماري باركر، خادمة الآنسة باركر، واثنين من السكان المحليين للمساعدة كمرشدين وحمالين. استُخدِم عمل دوروثي في عام 1822 من قبل شقيقها ويليام، دون أن ينسبه لأحد، في كتابه الإرشادي الشهير عن منطقة ليك ديستريكت، ثم نسخته هارييت مارتينو في كتابها الإرشادي الذي لاقى نفس النجاح (في طبعته الرابعة بحلول عام 1876)، ولكن مع الإسناد، ولو إلى ويليام وردزورث فقط. اقتُبِسَت هذه القصة في كتيبات إرشادية أخرى أيضًا. أدى ذلك إلى قراءة العديد من زوار منطقة ليك ديستريكت لهذه القصة على مدى فترة تجاوزت أكثر من نصف القرن التاسع عشر.
لم تتزوج وردزورث أبدًا، وبقيت مع أخيها بعد أن تزوج من ماري هاتشينسون في عام 1802. كانت تبلغ حينها 31 عامًا فاعتقدت أنها أكبر من أن تتزوج. أصيبت بمرض خطير في عام 1829، وكان من المتوقع أن تبقى مريضة لبقية حياتها. توفيت في عام 1855 عن عمر يناهز الثالثة والثمانين بالقرب من أمبيلسايد، إذ قال كاتب السيرة الذاتية ريتشارد كافنديش بأنها أمضت العشرين عامًا الأخيرة من حياتها بين «ثنايا الشيخوخة المتزايدة».
نُشرت مجلة غراسمير جورنال الخاصة بها في عام 1897، وكان ويليام أنوغس نايت محررًا لها. وصفت المجلة ببلاغة حياتها اليومية في منطقة ليك ديستريكت، والمشي لمسافات طويلة مع شقيقها عبر الريف، وصور مفصلة عن مشاهير الأدب في أوائل القرن التاسع عشر، ومن ضمنهم صامويل تايلر كولريدج، والسير والتر سكوت، وتشارلز لام، وروبرت ساوذي، وهو صديق مقرب نشر الحكاية الخيالية غولديلوكس والدببة الثلاثة.
كشفت مجلة غراسمير جورنال وأعمال وردزورث الأخرى عن مدى أهميتها في نجاح شقيقها؛ فاعتمد ويليام على رواياتها التفصيلية عن مشاهد الطبيعة، وكان له الحرية في الاستعارة من مذكراتها. ومن ضمن هذه الاستعارات مثلًا:
لم أر قط أزهار النرجس البري البارعة الجمال التي نمت بين الحجارة المغطاة بالطحالب المنتشرة في كل المكان، فأسندت هذه الأزهار رؤوسها على هذه الحجارة من التعب كما لو كانت على وسادة، وكانت الأزهار الباقية تتقلب وتترنح وترقص، كأنها تضحك حقًا مع الريح التي هبت عليها فوق البحيرة، وبدت مرحة للغاية فتارة تلمع وتارة تتغير.
- دوروثي وردزورث، غراسمير جورنال، 15 أبريل 1802.
يتبادر هذا المقطع بوضوح إلى الأذهان عند قراءة قصيدة «النرجس البري» لويليام التي كتبها بعد عامين؛ والذي يصف فيها ما يظهر بأنه التجربة المشتركة في المجلة على أنها ملاحظته الفردية. اعتُبِرَت ملاحظات دوروثي وأوصافها بأنها شاعرية، إن لم تكن أكثر من ملاحظات أخيها. وُصفت دوروثي في وقتها بأنها واحدة من الكاتبات القلائل الحاضرات اللواتي كان بإمكانهن تقديم مشهد حيوي ورائع.